# 오영일 (야구 선수)
오영일(吳泳日, 1960년 2월 6일 ~ )은 전 KBO 리그 태평양 돌핀스의 선수인데  인하대 3학년이던 1981년 춘계리그 단국대전에서 노히트노런을 기록했고 동향(인천) 출신이자 1982년 성무(공군) 제대 뒤 4학년으로 복학한 김진우와 대학 시절 장신 배터리(본인(오영일)-185CM 김진우-188CM)를 이뤘다.
한편, 중학교(배명중)-고등학교(배명고)를 서울에서 다닌 터라 고향 인천 연고인 삼미 슈퍼스타즈 대신 1982년 말 MBC 청룡에 지명되면서 프로생활을 시작했는데 데뷔 첫 해인 1983년 10승(4선발승)을 기록했으며 1984년 15승(9선발승) 1986년 12선발승(10선발승)으로 3년 연속 10승 이상을 기록했으나 유일하게 10선발승 이상을 기록한 1986년(10선발승) 이후 하락세를 걸었고 결국 1990년 1월 30일 고향 인천을 연고지로 한 태평양 돌핀스로 현금 트레이드됐지만  결국 그 해를 끝으로 은퇴한 뒤 한동안 프로야구계 복귀와 거리가 멀었다.
이후, 1993년 4월 6일부터 LG 트윈스 루키군 코치를 맡아  프로야구계에 돌아왔다가 같은 해 말 1년 계약 형식을 통해 2군 투수코치로 자리를 옮겼으며 다음 해인 1994년 한국시리즈 우승의 영향 덕인지 같은 해 시즌 뒤 1년 재계약했고 1995년 시즌 뒤 3년 재계약했다.
하지만, 1991년 말 3년 계약 형식으로 LG 감독에 부임한 뒤 1994년 한국시리즈 우승의 공로를 인정받아 같은 해 말 3년 재계약한 이광환 감독이 1996년 전반기 성적에 6위에 그쳐 도중하차한 뒤 천보성 코치가 감독대행으로 부임하면서 생긴 개편에 따라 그 해 7월 24일부터 1군 투수코치로 자리를 옮겼고 같은 해 말 천보성 감독대행이 3년 계약 형식으로 정식 감독에 부임하자 루키군 투수코치로 이동했으며 1998년 시즌 후 또다시 3년 재계약했고 천보성 감독이 1999년 시즌 뒤 3년 계약 종료로 물러난 후 수비코치를 거쳐 2군감독으로 활동한 이광은이 같은 시기 3년 계약 형식으로 1군 감독에 취임하자 1군 투수코치로 자리를 옮겼다.
그러나, 이광은 감독은 옛 스승 김동엽 감독 스타일(스파르타식 훈련)을 길들이다가 반발이 작용했으며 이 과정에서 최고참 김용수가 이광은 감독과 선수단 장악 문제를 놓고 불화를 빚어 2000년 시즌 후 은퇴식 없이 옷을 벗었다.
게다가, 이광은 감독은 부임 첫 해인 2000년 팀을 매직리그 1위에 올리면서 어느 정도를 성과를 냈음에도 라이벌 두산과 치른 플레이오프에서 충격의 역전패를 당하며 신임을 잃었는데 주변 코치들의 만류에도 마무리로 장문석을 계속 밀어붙인 것이 시리즈 패배의 결정적인 원인으로 작용했고 전반기 막판 선발-마무리 투수진이 한꺼번에 붕괴되어 한동안 성적 부진을 면치 못하자 본인(오영일)이 2000년 7월 말부터 1군 투수코치에서 재활코치로 자리를 옮겼다.
이 탓인지  이광은 감독은 2001년 투수진이 붕괴되며 시즌 초반 9승 25패를 기록하자 그 해 5월 15일 성적 부진 때문에 당시 수석코치로 올라와 있었던 김성근에게 대행을 넘기고 물러났으며 김성근 대행은 시즌 후 정식 감독으로 승격했는데 이광은 감독이 그랬던 것처럼 스파르타식 훈련을 중시하는 스타일이라 프런트와 럭키회 등에서 이광은 김성근 두 감독에 대한 반감이 심해지기도 했고 김성근 대행이 2001년 시즌 뒤 정식 감독으로 승격하면서 생긴 물갈이에 따라 팀을 떠나 현대 유니콘스 2군 투수코치로 자리를 옮겼으며 김시진 1군 투수코치가 2006년 시즌 후 감독으로 승격하면서 생긴 개편에 맞춰 2군 재활코치로 이동했다.
그 뒤, 현대 유니콘스 해체 후 이 팀 선수들을 주축으로 우리 히어로즈가 2008년 초 창단되자 팀을 떠나 프로야구계와 작별했다.

## 출신학교
- 인천창영초등학교
- 배명중학교
- 배명고등학교
- 인하대학교

1. ↑  “가을철 大學(대학)야구吳泳日(오영일)(仁荷(인하)) 노히트노런”. 동아일보. 1981년 9월 16일. 2020년 10월 1일에 확인함.
2. ↑  이방원 체육부기자 (1982년 7월 10일). “実業(실업)과 大學(대학)…老鍊(노련)과 覇気(패기)의 対決(대결) 白虎旗(백호기)야구 큰 잔치 (4) <끝> 大學(대학)(지방)팀 戰力(전력)”. 경향신문. 2020년 10월 1일에 확인함.
3. ↑  琪(기) (1982년 7월 20일). “최우수선수 金鎭雨(김진우)”. 경향신문. 2020년 10월 1일에 확인함.
4. ↑  “吳泳日(오영일) MBC 朴鍾勳(박종훈)은 OB OB·MBC 드래프트 매듭”. 동아일보. 1982년 11월 11일. 2020년 10월 1일에 확인함.
5. ↑  “吳泳日(오영일) 태평양으로”. 동아일보. 1990년 1월 30일. 2020년 10월 1일에 확인함.
6. ↑  “LG 새코치 오영일씨 영입”. 한겨레신문. 1993년 4월 7일. 2020년 10월 1일에 확인함.
7. ↑  “프로야구 LG구단 코칭스태프 대개편”. 한겨레신문. 1993년 10월 31일. 2020년 10월 1일에 확인함.
8. ↑  “LG트윈스 코치진 계약완료”. 한겨레신문. 1994년 12월 24일. 2020년 10월 1일에 확인함.
9. ↑  “김인식코치등 재계약”. 경향신문. 1995년 11월 10일. 2020년 10월 1일에 확인함.
10. ↑  송채수 (1996년 7월 25일). “LG이광환감독 해임”. 경향신문. 2020년 10월 1일에 확인함.
11. ↑  최성국 (1996년 11월 7일). “스토브리그”. 전남일보. 2020년 10월 1일에 확인함.[깨진 링크(과거 내용 찾기)]
12. ↑  유해길 (1999년 11월 20일). “[프로야구]사령탑 입맛따라 '코치 물갈이'”. 세계일보. 2020년 10월 1일에 확인함.
13. ↑  연합 (1997년 4월 10일). “<프로야구> `빨간 장갑의 마술사' 김동엽”. 연합뉴스. 2020년 10월 1일에 확인함.
14. ↑  이석무 (2005년 6월 21일). “마무리 전환 장문석 '2000년 PO악몽은 없다'”. 마이데일리. 2020년 10월 1일에 확인함.
15. ↑  전성민 (2014년 4월 24일). “김기태 감독, LG 전임 감독들 뒤 따랐다”. MK스포츠. 2020년 10월 1일에 확인함.
16. ↑  “<프로야구소식> 현대, 2007년도 코칭스태프 확정”. 연합뉴스. 2006년 11월 9일. 2020년 10월 1일에 확인함.
17. ↑  노우래 (2008년 2월 12일). “8구단, 코칭스태프 새로 영입…윤학길 투수코치·장채근 배터리코치”. 스포츠경향. 2020년 10월 1일에 확인함.